# Landtags- und Gemeinderatswahl in Wien 1973
- SPÖ: 66
- ÖVP: 31
- FPÖ: 3

Die Landtags- und Gemeinderatswahl in Wien 1973 wurde am 21. Oktober 1973 durchgeführt. Die Sozialistische Partei Österreichs (SPÖ), die Leopold Gratz als neuen Spitzenkandidaten präsentierte, konnte ihren Stimmenanteil dabei zum fünften Mal in Folge steigern und erreichte mit 60,1 % ihr bestes Ergebnis bei einer Landtagswahl in Österreich seit 1945. Die SPÖ gewann dabei 3,2 %-Pkte und drei Mandate hinzu, womit die SPÖ 66 der 100 zu vergebenden Mandate erreichte.
Die Österreichische Volkspartei (ÖVP) konnte sich nach den schweren Verlusten bei der Landtagswahl 1969 wieder stabilisieren und einen Gewinn von 1,5 %-Pkte verbuchen. Mit einem Stimmenanteil von 29,3 % erzielte die ÖVP zudem den Gewinn eines Mandates und entsandte in der Folge 31 Abgeordnete in den Landtag und Gemeinderat.
Auch die Freiheitliche Partei Österreichs (FPÖ) erzielte mit 0,4 %-Pkte leichte Gewinne und erreichte insgesamt 7,7 %, verlor aber dennoch ein Mandat und erreichte nur noch drei Sitze. Die Demokratische Fortschrittliche Partei (DFP), 1969 noch mit drei Mandaten vertreten, sackte hingegen auf 0,3 % ab und verlor alle ihre Mandate. Auch die Kommunistische Partei Österreichs (KPÖ) scheiterte mit 2,3 % wie bereits 1969 am Einzug in den Landtag. Den Einzug in den Landtag verfehlte auch die Europäische Föderalistische Partei (EFP), die bereits 1964 kandidiert hatte und diesmal mit 0,2 % weniger als ein Drittel ihres damaligen Ergebnisses erreichte. 
Der Wiener Landtag und Gemeinderat der 11. Wahlperiode konstituierte sich in der Folge am 23. November 1973, die erste Sitzung des Gemeinderats fand am selben Tag statt. Der Landtag wählte nach der Angelobung die Landesregierung Gratz II.

## Ergebnisse
|                                             | Ergebnisse 1973 | Ergebnisse 1973 | Ergebnisse 1973 | Ergebnisse 1969  | Ergebnisse 1969  | Ergebnisse 1969  | Differenzen   | Differenzen   | Differenzen   |
| ------------------------------------------- | --------------- | --------------- | --------------- | ---------------- | ---------------- | ---------------- | ------------- | ------------- | ------------- |
| Wahlberechtigte                             | 1.217.341       | 1.217.341       | 1.217.341       | 1.274.224        | 1.274.224        | 1.274.224        | - 56.883      | - 56.883      | - 56.883      |
| Wahlbeteiligung                             | 78,81 %         | 78,81 %         | 78,81 %         | 75,91 %          | 75,91 %          | 75,91 %          | + 2,90 %-Pkte | + 2,90 %-Pkte | + 2,90 %-Pkte |
|                                             | Stimmen         | %               | Mand.           | Stimmen          | %                | Mand.            | Stimmen       | %-Pkte        | Mand.         |
| Abgegebene Stimmen                          | 959.436         |                 |                 | 967.223          |                  |                  | − 7.787       |               |               |
| Ungültig                                    | 10.001          | 1,04 %          |                 | 11.099           | 1,15 %           |                  | − 1.098       | − 0,11        |               |
| Gültig                                      | 949.435         | 98,96 %         |                 | 956.124          | 98,85 %          |                  | − 6.689       | + 0,11        |               |
| Partei                                      |                 |                 |                 |                  |                  |                  |               |               |               |
| Sozialistische Partei Österreichs (SPÖ)     | 570.960         | 60,14 %         | 66              | 544.155          | 56,91 %          | 63               | + 26.805      | + 3,23        | + 3           |
| Österreichische Volkspartei (ÖVP)           | 278.288         | 29,31 %         | 31              | 265.541          | 27,77 %          | 30               | + 12.747      | + 1,54        | + 1           |
| Freiheitliche Partei Österreichs (FPÖ)      | 72.921          | 7,68 %          | 3               | 69.277           | 7,25 %           | 4                | + 10.416      | + 0,43        | − 1           |
| Kommunistische Partei Österreichs (KPÖ)     | 22.093          | 2,33 %          | 0               | 27.357           | 2,86 %           | 0                | − 5.264       | − 0,53        | ± 0           |
| Demokratische Fortschrittliche Partei (DFP) | 3.206           | 0,34 %          | 0               | 49.794           | 5,21 %           | 3                | − 46.588      | − 4,87        | − 3           |
| Europäische Föderalistische Partei (EFP)    | 1.967           | 0,21 %          | 0               | nicht kandidiert | nicht kandidiert | nicht kandidiert | + 1.967       | + 0,21        | ± 0           |
| Gesamt                                      | 949.435         | 100,00 %        | 100             | 956.124          | 100,00 %         | 100              | − 6.689       |               |               |